# Die lauten Jahre sind vorbei
Koncz Zsuzsa Die lauten Jahre sind vorbei című nagylemeze 1982-ben jelent meg az NDK-ban a keletnémet Amiga hanglemezgyártó cég gondozásában. A Menetrend című magyar lemez alapján készült, kiegészítve néhány régebbi dal német változatával: Valahol egy lány, és Itt a két kezem. Magyar nyelvű nagylemezt Koncz Zsuzsa 1982-ben nem jelentetett meg.

## Az album dalai
1. Auf dem Rummelplatz (Vurstli) (Tolcsvay László – Bródy János – D. Schneider) 6:00
2. Sag, Liebster, sag (Szólj, kedvesem) (Tolcsvay László – Bródy János – D. Schneider) 4:33
3. Da blüht ein Stern (Csillagvirág) (Tolcsvay László – Bródy János – D. Schneider) 3:26
4. Ungerufne Gäste (Vendégek) (Tolcsvay László – Bródy János – D. Schneider) 5:11
5. Die lauten Jahre sind vorbei (Az első 80 év) (Tolcsvay László – Bródy János – D. Schneider) 2:42
6. Hier ist meine Hand (Itt a két kezem) (Tolcsvay László – Bródy János – D. Schneider) 4:18
7. Wie sag ich's dir (Hogy mondjam el) (Tolcsvay László – Bródy János – D. Schneider) 4:52
8. Mädchen, irgendwo (Valahol egy lány) (Tolcsvay László – Bródy János – D. Schneider) 3:43
9. Das letzte Lied (Véget ért) (Tolcsvay László – Bródy János – D. Schneider) 3:14

## Külső hivatkozások
- Információk Koncz Zsuzsa honlapján
- Egyes dalok szövegei (német nyelven)